# مارليس بانزيغر
مارليس بانزيغر (بالألمانية: Marlies Bänziger)‏، (مواليد 14 مارس 1960)، هي سياسية سويسرية من حزب الخضر في سويسرا (هو خامس أكبر حزب في المجلس الوطني لسويسرا، وأكبر حزب غير ممثل في المجلس الاتحادي).
.

## الحياة السياسية
انضمت مارليس بانزيغر لحزب الخضر في سويسرا في الثمانينيات. في مايو 1990 تم انتخابها في البرلمان الوطني (مجلس الرعية) في فينترتور. من عام 2000 إلى عام 2005، مثلت بانزيغر بلدية وينترتور كعضو في برلمان الكانتون. من يونيو 2004 إلى يناير 2008، شغلت منصب الرئيس المشارك، بالتعاون مع بالتاسار غلاطلي، ورئيس حزب الأخضر في كانتون زيورخ بحلول نوفمبر 2009. تم انتخاب بانزيغر في المجلس الوطني (مواطن) في الانتخابات الفيدرالية السويسرية. في أكتوبر 2007، لكن الهيئة التشريعية التالية فشلت بأغلبية الأصوات من خلال 103 صوتًا فقط في أكتوبر 2011.

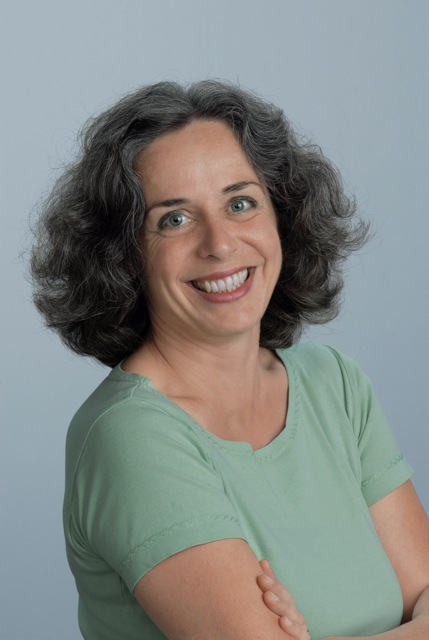
مارليس بانزيغر

## العمل الإلزامي
من عام 1997 إلى عام 2009 تم انتخابها كمستشار (منطقة مجلس) لمنطقة فينترتور. من بين لجان البرلمان، كانت بانزيغر عضوًا في اللجنة المالية في مجلس الشيوخ السويسري العلوي والسفلي، وعضوًا في الوفد السويسري في رابطة التجارة الحرة الأوروبية (منظمة التجارة الحرة الأوروبية). كمستشار دستوري، في عام 2000، شاركت بانزيغر بنشاط في صياغة الدستور الجديد لمقاطعة زيورخ، والذي وافق عليه الناخبون في عام 2005. في نوفمبر 2008، تم انتخاب بانزيغر رئيسًا للرابطة السويسرية للانبعاثات الجوية (صندوق الضمان الاجتماعي)، وفي سبتمبر 2009، أصبحت رئيسًا لمؤسسة حركة السير في سويسرا، وهي شركة مشاة.

## الحياة الشخصية
وُلدت مارليس بانيزيغر في فينترتور في أوبرمبريخ وفي فينترتور. لديها الجنسية (مسقط رأسها) من هايدن أر وسشبسن عن طريق الزواج. حصل بانزيغر على ماتيوريسات وبراءة اختراع كمدرس في مدرسة ابتدائية (بريماليراه) في صالة الألعاب الرياضية في فينترتور، وعملت لفترة قصيرة كمضيفة طيران. إنها أم عزباء لابنتها وابنها.

## روابط خارجية
- https://www.parlament.ch/en/biografie?CouncillorId=3869 - https://www.parlament.ch/Pages/PageNotFoundError.aspx?requestUrl=https://www.parlament.ch/E/